# 권오성 (군인)
권오성(權五晟, 1955년 12월 2일~)은 대한민국의 제44대 육군참모총장을 지낸 군인이다.
그는 육군사관학교 생도대장, 육군본부 계획편제처장, 육군 제15사단장, 국방부 정책기획관, 육군 제1군단장, 합동참모본부 작전본부장, 한미연합군사령부 부사령관, 육군참모총장 등 군 주요직을 거쳤다.

## 학력
- 의정부중앙국민학교 졸업
- 보성고등학교 졸업
- 1978년 육군사관학교 제34기 학사
- 육군보병학교 졸업

## 경력
- (재)대한민국역사와미래 지혜의 숲 100인 포럼 정책위원 겸 1분과 분과장
- (재)대한민국역사와미래 이사
- 재단법인 한미동맹재단 고문
- 2020.02.~: 제3대 대한민국 육군협회 회장
- 재단법인 한미동맹재단 이사
- 한국군사학회 고문
- 2013.09.~2014.08.: 육군참모총장
- 2011.10.~2013.09.: 한미연합군사령부 부사령관 겸 지상구성군 사령관
- 2010.12.~2011.10.: 합동참모본부 작전본부장
- 2009.11.~2010.12.: 육군 제1군단장
- 2008.03.~2009.11.: 국방부 정책기획관
- 2006.11.~2008.03.: 육군 제15보병사단장
- 2005.06.~2006.11.: 육군본부 계획편제처장
- 2004.06.~2005.06.: 육군사관학교 생도대장
- 2003.11.~2004.06.: 육군 제3군단 참모장
- 2002.11.~2003.11.: 육군본부 정보작전참모부 작전과장
- 2001.11.~2002.11.: 육군본부 비서실 정책과장
- 2000.12.~2001.11.: 육군 제50보병사단 참모장
- 1999.07.~2000.12.: 육군 제53보병사단 제125보병연대장

## 이외 경력
- KDVA-KR(코리아 챕터) 회장
- 한미동맹재단 부회장